# Linden (Stöttwang)
Linden ist ein Gemeindeteil von Stöttwang im schwäbischen Landkreis Ostallgäu in Bayern.

## Lage und Verkehrsanbindung
Das Kirchdorf liegt nordwestlich des Kernortes Stöttwang und nördlich von Thalhofen an der Gennach an der Kreisstraße OAL 6 und an der Gennach. Westlich des Ortes verläuft die B 12 und südlich die Staatsstraße 2014.

## Baudenkmale
In der Liste der Baudenkmäler in Stöttwang sind für Linden drei Baudenkmale aufgeführt, darunter 
- die spätgotische katholische Filialkirche St. Martin, die um 1510 errichtet wurde.